# معيار نايكست للاستقرارية
معيار نايكست للاستقرارية هو معيار فريد ومنتشر بكثرة من نوعه وضعه هاري نايكست ليتمكن من تحديد استقرارية نظام تحكم ما، يعتمد المعيار التعامل مع الدالة المميزة للنظام ورسم دالة المسار المفتوح حيث :
G هي دالة المسار الأمامي
H هي دالة التغذية الرجعية
G*H هي دالة المسار المفتوح
GH+1=0 هي الدالة المميزة للنظام.
W هي التردد تجاوزا
يتم رسم مخطط نايكست وهو رسم دالة المسار الأمامي في الإحداثيات الديكارتية لقيم التردد الزاوي المختلفة W الموجبة، يتم تحديد نوع النظام بالنظر إلى دالة المسار المفتوح فإذا كانت جميع أقطاب وأصفار الدالة إلى النصف الأيسر من مجال لابلاس كان النظام ذا طور هامد أما إذا كان هناك واحد منهما على الأقل في النصف الأيمن كان النظام ذا طور مارج.

## قراءة الرسم وتطبيق المعيار

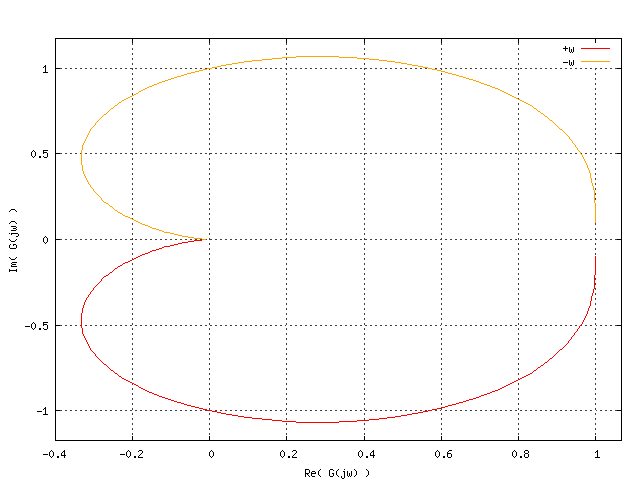
مخطط نايكست.

بعد إتمام رسم دالة المسار المفتوح تؤخذ نقطة (W = مالانهاية) كنقطة بداية ونقطة (w = 0) كنقطة نهاية ومن ثم يعتبر سير الرسم وانسياب المنحنى يكون من نقطة البداية إلى نقطة النهاية
بالنظر إلى الدالة المميزة نجد أن :
GH+1=0 وهذا يقتضي أن :
GH=-1 أي أن -1 هي النقطة الحرجة في النظام وبالتالي في الرسم، لذا إن كان الرسم يلتف أو يحّوط نقطة -1 (أو يقطعها بطبيعة الحال) فإن النظام يكون غير مستقر أما إذا لم يحط الرسم بالنقطة الحرجة -1 فإن الأمر يختلف في حالة الطور الهامد عنه في حالة الطور المارج ويكون هناك حاجة لاستعمال عملية رياضية لفحص النظام.

## طريقة نايكست للأنظمة الخطية المتعددة المداخل والمخارج
يمكن تطبيق معيار نايكست للاستقرارية أيضا على الأنظمة ذات المداخل والمخارج المتعددة مع تعديل طفيف حيث لا نرسم دالة التحويل في الرسم (لأنه هناك عدة دوال تحويل بالنسبة للأنظمة متعددة المداخل والخارج) بل نرسم مخطط det(I+L) حيث L هو النظام المفتوح. ونطبق نفس المعايير مع استبدال النقطة الحرجة -1 بالنقطة 0